# Parlament Fidżi
Parlament Fidżi (ang. Parliament of Fiji) - główny organ władzy ustawodawczej na Fidżi. Składa się z 55 członków wybieranych na czteroletnią kadencję. Obradom przewodniczy apolityczny spiker, wybierany przez deputowanych spoza własnego grona i nie sprawujący mandatu parlamentarnego.

## Historia
Parlament Fidżi został ustanowiony w 1970, kiedy państwo to uzyskało niepodległość od Wielkiej Brytanii. Wcześniej przez blisko sto lat (1875-1970) działała Rada Ustawodawcza Fidżi, będąca parlamentem kolonialnym. Przez większość swojej historii Parlament Fidżi był bikameralny i składał się z Izby Reprezentantów i Senatu. Konstytucja z 2013 roku wprowadziła jednoizbowość parlamentu, zasadniczo zreformowała też system wyborczy.

## Ordynacja wyborcza
Wybory przeprowadzane są w jednym okręgu wyborczym, obejmujący całe terytorium kraju. Listy wyborcze mogą być rejestrowane przez partie polityczne oraz grupy kandydatów niezależnych. Stosuje się ordynację proporcjonalną i próg wyborczy na poziomie 5%. Przy rejestracji list pobierana jest kaucja wyborcza w wysokości 1000 FJD za każdego kandydata. Zwrot kaucji przysługuje kandydatom, którzy uzyskali co najmniej 1% ogólnej liczby oddanych głosów.

### Czynne prawo wyborcze
Czynne prawo wyborcze przysługuje obywatelom Fidżi spełniającym wszystkie następujące warunki:
- ukończone 18 lat
- brak obywatelstwa jakiegokolwiek innego państwa niż Fidżi
- wpis do rejestru wyborców

Czynnikami dyskwalifikującymi wyborcę, nawet jeśli spełnia powyższe kryteria, są: orzeczone ubezwłasnowolnienie; odbywanie kary pozbawienia wolności powyżej 12 miesięcy lub orzeczona kara śmierci; wcześniejsze skazanie za przestępstwo wyborcze.

### Bierne prawo wyborcze
Bierne prawo wyborcze przysługuje wszystkim osobom posiadającym czynne prawo wyborcze, które dodatkowo spełniają kryterium stałego zamieszkiwania na terytorium Fidżi w okresie dwóch lat przed wyborami. Biernego prawa wyborczego pozbawione są osoby: będące w trakcie procedury bankructwa; członkowie komisji wyborczych oraz osoby zasiadające w tych komisjach w okresie czterech lat przed wyborami; osoby odbywające karę pozbawienia wolności (niezależnie od jej wymiaru); osoby skazane w ciągu ostatnich ośmiu lat przed wyborami na karę pozbawienia wolności przekraczającą 12 miesięcy; osoby skazane za przestępstwa wyborcze.

## Spikerzy
- Jiko Luveni – od 6 października do 22 grudnia 2018[3]
- Epeli Nailatikau – od 11 lutego 2019 do 24 grudnia 2022
- Naiqama Lalabalavu – od 24 grudnia 22 do 12 listopada 2024
- Filimone Jitoko(inne języki) – od 12 listopada 2024